# Погонь (футбольный клуб, Седльце)
«По́гонь» (пол. Pogoń) — польский футбольный клуб из Седльце, выступающий в Первой лиге.

## Общая информация
- Название: городской футбольный клуб «Погонь» (Седльце)
- Адрес: ул. Болеслава Пруса 6, 08-110
- Прозвища: бело-голубые, погонищи
- Год основания: 1945

### Руководство клуба
- Президент: Яцек Козачиньский
- Вице-президенты: Мирослав Павловский, Владислав Суровец
- Казначей: Кшиштоф Фигат (глава компании PEC)
- Члены правления: Кшиштоф Дембиньский, Витольд Якубик, Анджей Матерский, Ян Недзёлка
- Спонсоры: администрация Седльце, АО Polimex-Mostostal

#### Тренерский штаб
- Главный тренер:  Гжегож Седлецкий
- Спортивный директор, менеджер:  Гжегож Вендзиньский
- Менеджер:  Дариуш Млынарчик
- Массажист:  Мариуш Тарапата

### Стадион
- Название: городской стадион в Седльце
- Размеры: 105×68 м
- Вместимость: 2901, планируется — 8000

Весной 2010 года началось строительство нового стадиона для команды. Сооружение воздвигается в рамках создания Регионального центра спорта, отдыха, реабилитации и туризма. Первый камень был заложен 24 июня 2010 года, а менее чем через год, 11 июня 2011 г. был завершён первый этап строительства. Тогда же прошла церемония открытия арены.